# 베타딘

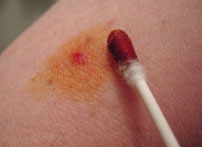
상처가 나면 베타딘으로 소독한다

베타딘(Betadine)은 포비돈-아이오딘을 단일성분으로 하는 적갈색의 소독약 브랜드이다. 미국 퍼듀파마(Purdue Pharma)사의 제품이다. 한국에서는 한국먼디파마가 수입 판매하며, 베타딘연고도 판매한다.
퍼슨은 포비딘이라는 제품을 판매하며, 그밖에 여러 제약회사에서 다양한 제품명으로 포비돈-아이오딘을 판매하고 있다.
상처를 소독할 때 흔히 쓰이는 소독약으로는 포비돈-아이오딘, 알코올, 과산화수소 등이 있는데, 포비돈-아이오딘이 가장 흔히 쓰인다.
예전에는 소독약으로 빨간약인 머큐로크롬을 많이 사용했으나, 머큐로크롬은 수은이 들어있어 지금은 사용하지 않고, 베타딘을 사용한다.

## 부작용
포비돈-아이오딘은 질 또는 구강 등의 점막, 열상 부위 및 신생아의 정상 피부 등에서 잘 흡수되는 특성이 있기 때문에 자주 사용하면 혈중 아이오딘 농도가 상승하여 갑상선 기능 이상, 신부전증을 일으키고 가려움, 작렬감 등의 피부질환, 구토, 입안 헐음 등의 부작용이 나타날 수 있다. 그보다 가장 주의할 점은  눈에 들어갈경우 실명을 일으킨다는 것이다 그러므로 눈위의 상처에 바르는데 주의하여야 하고 손에 묻은채 눈에 문지르거나 해서는 절대 안된다.

## 같이 보기
- 머큐로크롬